# Landkreis Grafschaft Bentheim
Landkreis Grafschaft Bentheim – powiat w niemieckim kraju związkowym Dolna Saksonia.
Siedziba powiatu znajduje się w mieście Nordhorn. Stanowi najbardziej na zachód położony powiat kraju związkowego.

## Podział administracyjny
Powiat składa się z:
- 2 miast
- 1 samodzielnej gminy (niem. Einheitsgemeinde)
- 4 gmin zbiorowych (Samtgemeinde)

Miasta:
| Lp. | Nazwa miasta | Ludność (31.12.2008) | Powierzchnia km² |
| --- | ------------ | -------------------- | ---------------- |
| 1   | Bad Bentheim | 15.682               | 100,16           |
| 2   | Nordhorn     | 53.401               | 149,64           |

Gminy samodzielne:
| Lp. | Nazwa gminy  | Ludność (31.12.2008) | Powierzchnia km² |
| --- | ------------ | -------------------- | ---------------- |
| 1   | Wietmarschen | 11.273               | 119,84           |

Gminy zbiorowe:
| Lp. | Nazwa gminy | Ludność (31.12.2008) | Powierzchnia km² | Liczba gmin |
| --- | ----------- | -------------------- | ---------------- | ----------- |
| 1   | Emlichheim  | 14.254               | 184,65           | 4           |
| 2   | Neuenhaus   | 13.927               | 101,35           | 5           |
| 3   | Schüttorf   | 15.578               | 133,14           | 6           |
| 4   | Uelsen      | 11.393               | 193,00           | 7           |